# Кальчинато
Кальчина́то (итал. Calcinato, ломб. Calsinàt) — город и коммуна в Италии, в провинции Брешиа области Ломбардия.
Население составляет 11 709 человек (на 2004 г.), плотность населения — 323 чел./км². Занимает площадь 33 км². Почтовый индекс — 25011. Телефонный код — 030.
Покровителем населённого пункта считается Викентий Сарагосский. Праздник ежегодно отмечается 22 января.

## Города-побратимы
- Шамтосо, Франция